# Örn (heraldik)

Värmlands landskapsvapen: ”I fält av silver en blå örn med röd beväring.”

Örnar räknas inom heraldiken som det näst mest förnäma djuret efter lejonet. Det har bland annat använts som kejserlig symbol, främst i Östeuropa i form av dubbelörnen, med två huvuden och halsar. När inte annat anges avbildas örnar fläkta, det vill säga framifrån, med utbredda vingar och fötter och huvudet riktat år höger. Som beväring räknas näbb, tunga och fötter.

## Varianter
- Den fläkta örnen avbildas framifrån, med utbredda vingar och fötter och huvudet riktat år höger. Vingar och stjärt är symmetriska. Stjärten kan likna en heraldisk lilja och avslutas med nedåtriktad spetsig fjäder. Fötterna är nakna och har tre framåtriktade och en bakåtriktad klo, dessa kan gripa om diverse symboler.
- Dubbelörnen är en fläkt örn med två huvuden och halsar. Den har använts som kejserlig symbol i bysantinska riket samt stater som räknar arv efter det, bland annat Ryssland och flera stater på Balkan, samt även i Tyskland och Österrike.
- Den napoleonska örnen är mer naturtrogen, gyllene, och avbildas med åskviggar i klorna, och vanligen vänstervänt huvud. Den kan återfinnas i ätten Bernadottes vapen och därmed även i Stora riksvapnet.
- Lejonörnen har kroppen av en örn, men hals och huvud har ersatts av överkroppen av ett lejon.

Dessutom förekommer örnar även i andra attityder, t.ex. flygande som i Örnsköldsviks kommunvapen. Örnar förekommer även som sköldhållare.

## Galleri

Rumäniens statsvapen, med en örn som använder såväl näbb som fötter för att greppa symboler.
Polens riksvapen har en vit örn.
Albaniens statsvapen har en dubbelörn.
En napoleonsk örn.
Österrikes statsvapen använder en fläkt örn som sköldhållare.
Mexikos statsvapen har ingen sköld, utan utgörs av en örn som äter en skallerorm.
Mährens vapen.